# Donkere sparappelboorder
De donkere sparappelboorder (Dioryctria schuetzeella) is een vlinder uit de familie snuitmotten, de Pyralidae.
De spanwijdte van de vlinder bedraagt tussen de 21 en 28 millimeter. De soort is lastig te onderscheiden van andere soorten Dioryctria. Hij is meestal iets kleiner en op de achtervleugel bevindt zich een kenmerkende lichte vlek.

## Waardplant
De donkere sparappelboorder heeft de fijnspar als waardplant. De rups leeft tussen naalden die zijn samengesponnen.

## Voorkomen in Nederland en België
De donkere sparappelboorder is in Nederland en in België een schaarse soort. De soort kent één generatie, die vliegt van juni tot in augustus.